# Signos en Perú
Signos en Perú es el concierto que la banda de rock argentino Soda Stereo brindo en Perú, con motivo de la presentación de su disco Signos. La presentación del disco se llevó a cabo en el Coliseo Amauta en dos fechas 19 y 20 de junio de 1987. Debido al gran éxito de sus presentaciones y la acogida del grupo en el país, la banda realizó una gira por los principales departamentos del Perú.

## Antecedentes
- Soda Stereo arribó a Lima el jueves 18 de junio de 1987 al promediar las 7 AM la banda aterrizó en el Aeropuerto Internacional Jorge Chávez.
- A raíz de amenazas extraoficiales del grupo terrorista Sendero Luminoso sobre suspender el recital del viernes 19 de junio de 1987, el grupo se trasladó del hotel al recinto con tres coches policiales de por medio.
- 4 horas antes del comienzo del concierto, los Soda Stereo realizaron la prueba de sonido, con una duración total de 3 horas de ensayo, siempre acompañados de la policía local.
- Ambos conciertos debían finalizar antes de las 24 horas por el toque de queda.
- El grupo debía mantenerse dentro del Coliseo hasta las 23 horas para ser acompañados por una guardia policial hasta el hotel.

## Conferencia
- Fue realizada en el Hotel Miraflores en Lima el jueves 18 de junio de 1987 por la tarde.
- Acudieron 50 periodistas acreditados, entre los que se encontraban 2 enviados especiales de la Rede Globo de Brasil.
- Pudieron presenciar la conferencia de prensa más de 1000 fanes de Soda Stereo gracias al Club de Fanes local organizado por Radio Panamericana.
- Para ingresar a la conferencia de prensa, cada fan debía tener el carnet entregado por la Radio, el cual constaba de una foto del grupo en blanco y negro, similar al del afiche de promoción.
- En la conferencia se le otorgó al grupo el premio Triple Disco de Platino por las ventas del disco en Perú, a manos de la disquera estadounidense CBS Discos.
- Tuvo una duración total de 2 horas.

## Lista de canciones
1. Signos
2. Imágenes retro
3. Estoy azulado
4. No existes
5. Si no fuera por...
6. Final Caja Negra
7. Juego de seducción
8. Danza rota
9. El rito
10. Trátame suavemente
11. Cuando pase el temblor
12. Sobredosis de T.V.
13. Vita-set (Te hacen falta vitaminas / ¿Por qué no puedo ser del Jet-Set?)
14. Persiana americana
15. Prófugos
16. Nada personal

## Integrantes
- Gustavo Cerati (Guitarra y voz)
- Zeta Bosio (Bajo y coros)
- Charly Alberti (Batería)
- Daniel Sais (Teclados)
- Alfredo Lois (Operador de Iluminación y Puesta en escena)
- Adrián Taverna (Operador de Sonido)
- Milrud (Sonido)
- Roberto Cirigliano (Stage Manager)
- Alberto Ohanian (Productor General)
- Juan Carlos Mendiri (Encargado de Producción)

## Otros datos
- Debido al éxito de los recitales en Perú la banda aceptó realizar una presentación extra en Lima (en el Coliseo Amauta), el sábado 27 de junio de aquel año.
- Durante el concierto los temas Te hacen falta vitaminas y Por qué no puedo ser del Jet-Set fueron interpretados en una especie de Mix que fusionaba las dos canciones, más conocida entonces como Vita-Set, y que seguramente tomó la idea del Mix-Soda que se difundió exitosamente en Lima durante 1986.